# Ignaz de Luca
Ignaz de Luca (* 29. Januar 1746 in Wien; † 24. April 1799 ebenda) war ein österreichischer Staatsrechtler, Statistiker und Schriftsteller. Er gilt als eigentlicher Begründer der Statistik und einer Geographie, Geschichte, Demographie, Verfassung und Wirtschaft umfassenden Staatenkunde in Österreich.

## Leben
Nach dem Besuch des Jesuitengymnasiums studierte de Luca Recht an der Universität Wien. Er wurde ein Schüler des Kameralisten Joseph von Sonnenfels und hielt auf dessen Initiative hin ab 1768 Privatvorlesungen über politische Wissenschaften. Ab Juni 1770 lehrte er an der savoyischen und theresianischen Ritterakademie und ab Oktober desselben Jahres auch als Vertreter Sonnenfels’ an der Universität.
Im November 1771 erhielt de Luca eine Berufung als außerordentlicher Lehrer der politischen Wissenschaften an das Lyceum in Linz, wo ihm 1775 der Rang eines kaiserlich-königlichen Rates verliehen wurde. Er wurde Beisitzer der Studienhofkommission, der Kommission für milde Stiftungssachen, der Kommerz- und der Polizeikommission. Neben seiner Lehrtätigkeit ordnete er ab 1777 die Linzer akademische Bibliothek neu, wurde dort 1778 mit dem Amt des Zensors betraut und 1779 Kustos der Bibliothek für das weltliche Fach. 1780 erhielt er die Verantwortung für das gesamte Alumnat und Stipendienwesen des Landes ob der Enns bei der Stiftungskommission. Mit seiner Amtsführung machte er sich jedoch auch Feinde und wurde noch im selben Jahr als Professor der politischen Wissenschaften an die Universität Innsbruck versetzt. Hier wurde er Magister der Philosophie und Doktor der Rechte. 1784 trat er auf eigenen Wunsch mit einem Drittel seines Professorengehalts in den Quiescentenstand und zog nach Wien, wo er sich ausschließlich schriftstellerisch betätigte.
Am 30. Dezember 1791 erging eine Hof-Entschließung, die es de Luca erlaubte, als außerordentlicher Professor ohne Entlohnung an der Universität Wien Vorlesungen über Politik und Statistik zu halten. Im November 1794 erhielt er eine ordentliche Professur für Statistik an der Universität Wien, die er bis zu seinem Tod innehatte.

## Werk
De Luca veröffentlichte Arbeiten auf den Gebieten der Verwaltung, Literatur- und Staatenkunde, Statistik und Geographie. 1776/78 legte er das enzyklopädisch angelegte und unvollendet gebliebene Lexikon Das gelehrte Österreich vor, das zeitgenössische österreichische Schriftsteller und Gelehrte bio-bibliographisch erfasste. Eine Fortsetzung versuchte er durch die Oesterreichischen gelehrten Anzeigen. Nachdem de Luca in Linz noch staatswissenschaftliche Lehrbücher verfasst hatte, legte er nach seiner Rückkehr nach Wien diverse statistisch-topographische Werke vor, darunter die Landeskunde von Oesterreich ob der Enns (4 Bde., 1786 ff.), Oesterreichische Staatenkunde im Umrisse (3 Bde., 1786–1789), das Geographische Handbuch vom österreichischen Staate (6 Bde., mit einem Anhang von 30 statistischen Tabellen, 1790–1793), eine Topographie von Wien (1794), das Historisch-statistische Lesebuch zur Kenntniß der österreichischen Staaten (2 Bde., 1797 u. 1798) und die Praktische Staatskunde von Europa (1795). In Innsbruck begründete er 1782 das Journal der Literatur und Statistik, von dem nur ein Band mit de Lucas Geschichte der Universität Innsbruck erschien. Weitere Zeitschriftengründungen de Lucas wie die Staatsanzeigen von den k. k. Staaten und das Oesterreichische Staatsarchiv (1794) kamen über wenige Hefte nicht hinaus. Auf juristischem Gebiet legte de Luca Gesetzessammlungen vor, darunter den Politischen Codex (14 Bde., 1789–1796) und den Justizcodex (10 Bde., 1793–1801).
In seinem Werk verknüpfte de Luca Theorie und Praxis der politischen Wissenschaften. Er gilt als eigentlicher Begründer der Staatenkunde und damit der politischen Wissenschaften in Österreich. Er vertrat Positionen des aufgeklärten Absolutismus, ging zeitweise aber auch darüber hinaus, indem er Folter und Todesstrafe als der menschlichen und göttlichen Vernunft widersprechend ablehnte.

## Schriften
- mit Friedrich Gabriel Resewitz und Adam Lang: Die Erziehung des Bürgers zm Gebrauch des gesunden Verstandes, und zur gemeinnützigen Geschäfftigkeit. Johann Michael Pramsteidel, Linz 1775.
- Leitfaden in die Handlungswissenschaft des Herrn Regierungsraths und Professors von Sonnenfels. Zum Gebrauch der Studirenden. Pramsteidel, Linz 1775.
- Das gelehrte Oesterreich. Ein Versuch. Trattner, Wien 1776.
- Joseph v. Sonnenfels, k. k. wirkl. Regierungsrath, öffentl. Lehrer der Polizey, Handlung- und Finanzwissenschaft beständiger Sekretär der k. k. Zeichnung- und Kupferstecherakademie, politische Abhandlungen. Kurzböck, Wien, Wien 1777.
- Das gelehrte Oesterreich. Ein Versuch. Trattner, Wien 1778.
- Ignatzs de Luca, kaiserl.-königl. Raths und Professors, Journal der Literatur und Statistik. (Wagner), (Innsbruck) 1782.
- Zur Wassergeschichte des Landes unter der Ens. Ghelen, Wien 1785.
- Beschreibung der K.K. Residenzstadt Wien. Kurzbeck, Wien 1785.
- Staatsanzeigen von den k. k. Landen., Wien 1785.
- Wiens gegenwärtiger Zustand unter Josephs Regierung. Wucherer, Wien 1787.
- Lebensgeschichte des Marx Anton Wittola. Der Weltweisheit und Theologie Doktors, infulierten Probstens zu Bienco in Croatien und Pfarrers zu Probstdorf im Lande unter der Ens. Zierch, Wien 1789.
- Oestreichische Staatenkunde im Grundrisse., Wien 1789.
- Politischer Codex oder wesentliche Darstellung sämmtlicher die K. K. Staaten betreffenden Gesetze und Anordnungen im politischen Fache. Gräffer, Wien 1789.
- Geographisches Handbuch von dem östreichischen Staate. Johann Paul Krauß, Wien 1790.
- Vorlesungen über die oestreichische Staatsverfassung. Meyer, Wien 1793.
- Leitfaden in die praktische Kenntniß des oestreichischen Staates. Meyer und Patzowsky, Wien 1794.
- Justitzcodex., Wien 1795.
- Historisch-statistisches Lesebuch zur Kenntniss des östreichischen Staates. Rehm, Wien 1797.
- Merkwürdige Epochen unter der Regierung Kaisers Franz II. Rehm, Wien 1798.